# سيدريك مودي
سيدريك مودي (بالإنجليزية: Cedric Moodie)‏ مواليد 20 نوفمبر 1978، هو لاعب كرة سلة أمريكي. بدأ مسيرته الاحترافية في سنة 2002. يبلغ طوله 6 قدم 2 بوصة (1.9 م).

## المسيرة الاحترافية
لعب مع بوكا جونيورز في موسم 2009–2010، ثم لعب مع نادي لانوس في موسم 2010–2011، ثم لعب مع كويلمس دي مار ديل بلاتا في الدوري الأرجنتيني في سنة 2012، ثم لعب مع هاليفاكس رينمين في موسم 2012–2013.

## روابط خارجية
- سيدريك مودي على موقع كلية كرة السلة في سبورتس رفرنس.كوم (الإنجليزية)
- سيدريك مودي على موقع ريلجم (الإنجليزية)
- سيدريك مودي على موقع بروبوليرز (الإنجليزية)